# 袁志敏
袁志敏（1961年3月—），广东阳江人，汉族，中华人民共和国政治人物、第十二届全国人民代表大会广东地区代表。曾任广东省工商联副主席、广州市工商联主席、金发科技股份有限公司董事长。
毕业于北京理工大学应用化学。2013年，担任全国人大代表。2018年2月24日，当选为第十三届全国人大代表。
因涉嫌内幕交易犯罪，2022年2月16日，广东省第十三届人大常委会第四十次会议决定罢免其第十三届全国人民代表大会代表职务。